# アルクトドロ教
アルクトドロ教（アルクトドロきょう）は、アルクトドロ、アルク・トドロ、Aluk Todoloなどと表記する。アルクトドロとは「祖先の教え」という意味。
東南アジア、インドネシア、スラウェシ島の中南部の高地に住むトラジャ族(トラジャ人)の伝統宗教あるいは民間信仰。精霊崇拝とも言われる。
天にいる最高神の下、大地や水牛など崇拝対象ごとに神がいる。
例えば「トティボヨン」は大地の神で稲穂に宿るとされる。トラジャ人の農民は、稲神「トティボヨン」の加護をいただくために田植えや収穫の前後に鶏や豚をいけにえにして祈りをささげ、稲が育つ間は「竹木を切らない」「結婚をしない」といった禁忌を守るという。
現在トラジャ社会にはキリスト教が入り込み、ほとんどの住民がプロテスタントに改宗している。しかし彼らの根底にはアルクトドロ教がいまなお生きつづけていると言われる。